# Пономарёв, Александр Ефимович
Пономарёв, Александр Ефимович (1765 — 29 сентября 1831) — известный русский актёр.
Артистическую деятельность начал в 1780-х годах, в провинциальных театрах, в ролях пройдох и слуг, имел большой успех. Решил попробовать силы в Москве, приехал в Москву, где поступил в труппу Медокса; но когда театр Медокса прекратил своё существование, Пономарёв, вместе с большинством актёров труппы был принят на казённую московскую сцену. Вскоре В. В. Капнист, заведовавший тогда театром в Петербурге, пригласил его к себе на первые роли. Однако в Петербурге положение сложилось довольно сложное — на Петербургской императорской сцене стал выдвигаться молодой артист С. Петров, который вскоре и стал на первом месте. В результате Дирекция императорских театров против воли самого актёра перевела его на роли смешных или карикатурных стариков, сутяг, приказных, чиновников, взяточников и т. п., что способствовало его выдвижению.
Роли: Антропка («Модная лавка» И. Крылова), секретарь Кохтон («Ябеда» Капниста), Цимбалда в опере «Князь-невидимка, или Личарда-волшебник», Кифар (опера «Днепровская русалка», муз. Кауэра и С. Давыдова, текст Н. Краснопольского), Седырь в «Илье-Богатыре».

Особенно хорош он был в ролях приказных; по словам Булгарина, «когда, бывало, появится П. в светло-зеленом мундире, красном камзоле, красном исподнем платье, низкой треугольной шляпе и затянет своим козлиным голосом подьяческие куплеты — умора!» Арапов говорит, что П. был неподражаем, исполняя песенку: «Ах, что нынче за время! взяток брать не велят». Также хорошо исполнял он роли деревенских лакеев, в которых, как бы ничтожны они ни были, смешил уже выражением своего лица, своими манерами, ухватками. «Надо было видеть, — рассказывает Жихарев, — как он играл Антропку в „Модной Лавке“. Какая походка, какая фигура и какой разговор!.. Ну, право, этот П. в своем роде Превиль». Затем, он был очень хорош в «Выдуманном кладе», в «Рекрутском Наборе», в «Ссоре, или два соседа» и во многих других комедиях. В роли дворецкого, Клима Кондратьевича, в пьесе «Богатонов, или провинциал в столице» он, по свидетельству современников, был незаменим. В своих воспоминаниях современники рассказывают, что публика хохотала до упаду при одном его появлении в этой пьесе.— Е. Ястребцев. Пономарев, Александр Ефимович // Русский биографический словарь : в 25 томах. — СПб.—М., 1896—1918.
Тем не менее, несмотря на огромный успех в амплуа комика, Пономарёв оставался обижен на Дирекцию императорских театров за то, что ему не давали ролей героев. Он чувствовал себя способным на другие роли, но в истории русского театра остался одним из лучших артистов-комиков. Несмотря на то, что роли Пономарёва всегда были чисто комические, артист знал меру и не шаржировал, играл всегда естественно и просто. В его исполнении зрители видели не актёра в роли, а живые типы. На Петербургской сцене он пробыл более двадцати лет и ещё в июне 1828 года имя его встречается в афишах в качестве исполнителя роли дворецкого Клима Кондратьевича в пьесе «Богатонов, или провинциал в столице» Загоскина.
Скончался 17 сентября 1831 года, 65-ти лет от роду; погребен он на Смоленском кладбище.